# そえたかずひろ
そえた かずひろ（1962年10月10日 - ）は、日本のアニメーター、キャラクターデザイナー、イラストレーター、漫画家。栃木県出身。
主にアニメーターとして活動する傍ら、漫画家として『ヴァンパイアAkiba!!』を発表するなど幅広く活動している。
別名義に夏月洸がある。

## 参加作品

### テレビアニメ
1986年
- 機動戦士ガンダムΖΖ（原画）

1987年
- 愛の若草物語（原画）

1988年
- 小公子セディ（原画）

1989年
- ピーターパンの冒険（原画）
- 獣神ライガー（1989年 - 1990年、原画）

1990年
- ルパン三世 ヘミングウェイ・ペーパーの謎（原画）

1992年
- YAWARA!（原画）
- ちびまる子ちゃん（原画）

1994年
- 覇王大系リューナイト（1994年 - 1995年、キャラクターデザイン・作画監督）

1995年
- 新機動戦記ガンダムW（原画）

1996年
- 機動新世紀ガンダムX（原画）
- 天空のエスカフローネ（原画）

1998年
- 星方武侠アウトロースター（OP原画）
- ロードス島戦記-英雄騎士伝-（キャラクターデザイン） - あずまのこうじと共同
- カウボーイビバップ（OP原画）

1999年
- ∀ガンダム（ED原画）

2000年
- 犬夜叉（2000年 - 2004年）OP原画

2001年
- フルーツバスケット（絵コンテ）
- RAVE（絵コンテ）

2002年、
- X -エックス-（絵コンテ）
- アベノ橋魔法☆商店街（原画）
- GetBackers-奪還屋-（2002年 - 2003年、絵コンテ）

2003年
- 花田少年史（原画）
- クラッシュギアNitro（2003年 - 2004年、オリジナルキャラクターデザイン） - 夏目洸名義

2004年
- マリア様がみてる（絵コンテ・演出） - 夏目洸名義
- MONSTER（2004年 - 2005年、絵コンテ）
- 天上天下（絵コンテ）
- ジパング（2004年 - 2005年、絵コンテ・メカ作画監督）

2005年
- あまえないでよっ!!（絵コンテ・原画・OP原画）
- 銀牙伝説WEED（2005年 - 2006年、OP・ED原画）

2006年
- プリンセス・プリンセス（原画）
- 夢使い（絵コンテ）
- BLACK LAGOON（絵コンテ・作画監督・アクション作画監督・エフェクト作画監督・原画・OP原画）

2007年
- シグルイ（プロップデザイン）
- Devil May Cry（原画・絵コンテ）
- 逮捕しちゃうぞ フルスロットル（2007年 - 2008年、メカ作画監督）

2008年
- イタズラなKiss（キャラクターデザイン（藤岡真紀と共同）、OP/ED作画監督・ED原画）

2009年
- マリア様がみてる 4thシーズン（絵コンテ） - 夏目洸名義
- バスカッシュ!（キャラクターデザイン） - 吉松孝博、SUEZENと共同

2011年
- 戦国乙女〜桃色パラドックス〜（原画）
- 電波女と青春男（絵コンテ）

2013年
- COPPELION（原画）

2014年
- はじめの一歩 Rising（原画）
- メカクシティアクターズ（絵コンテ）

2015年
- ミカグラ学園組曲（絵コンテ）
- アクエリオンロゴス（絵コンテ）

2016年
- ラクエンロジック（絵コンテ）
- ReLIFE（絵コンテ、演出）

2018年
- オーバーロードII（絵コンテ・演出）

2021年
- ルパン三世 PART6（演出、原画・第二原画）

2023年
- 戦国妖狐（絵コンテ）

2025年
- 謎解きはディナーのあとで（絵コンテ）

### 劇場アニメ
- 獣兵衛忍風帖（1993年、原画）
- 名探偵コナン 漆黒の追跡者（2009年、演出） - 共同
- 名探偵コナン 天空の難破船（2010年、演出） - 共同
- 名探偵コナン 沈黙の15分（2011年、演出） - 共同

### OVA
- ロードス島戦記（1990年 - 1991年、作画監督・原画）
- X2 ダブルエックス（1993年、原画）
- かってに改蔵（2011年、絵コンテ、原画）

### ゲーム
- 天使の詩II 堕天使の選択（1993年、PCエンジンSUPER CD-ROM²、作画監督）
- 白き魔女 -もうひとつの英雄伝説-（1998年、セガサターン、キャラクターデザイン・総作画監督）
- ゼノギアス（1998年、プレイステーション・フェイス原画） - 田中久仁彦と共同
- ブラックマトリクスAD（1999年、ドリームキャスト、ムービー用キャラ設定・総作画監督）

## 作品一覧
- 『ヴァンパイアAkiba!!』（2000年）角川コミックス･エース